# Vasili Polénov
Vasili Dmitrievich Polénov (en ruso: Василий Дмитриевич Поленов) (San Petersburgo, 20 de mayo de 1844 (1 de junio de 1844 en el calendario gregoriano) - Polénovo, 18 de julio de 1927), fue un pintor ruso perteneciente al movimiento realista de los Ambulantes, cuyas obras ahora se conservan en Moscú o San Petersburgo. En 1926 recibió el título honorífico de Artista del Pueblo de la URSS. Apodado por sus contemporáneos como el "Caballero de la Belleza", encarnaba una cultura occidental adquirida durante sus años en Europa y una herencia rusa aristocrática, un conocedor de la historia y los orígenes de su nación.

## Infancia y herencia familiar
Vasili Polenov nació en 1844 en una familia humanista, docta y amante del Arte. Originarios de la región de San Petersburgo, los Polenov son descendientes de la antigua nobleza rusa. A través de las generaciones, estas cualidades intelectuales y artísticas se transmitieron: curiosidad y sed de conocimiento, práctica y pasión por la música, el dibujo y la pintura, la importancia de la pedagogía. Su bisabuelo, Alekséi Polénov (1738-1816), pensador y jurista, abogó por la supresión de la servidumbre y la alfabetización del pueblo. 100 años antes de su abolición definitiva por una decisión de Alejandro II en 1861, escribió un ensayo con el lema "la buena moral es mejor que las buenas leyes". 
Su padre, Dmitri Polénov (1806-1872) era un arqueólogo, bibliógrafo y gran amante del arte. Formó parte de la Academia de Ciencias y se convirtió en el secretario de la misión rusa en Atenas durante tres años. Frecuentaba artistas de su tiempo, como el pintor Karl Briulov y el arquitecto Roman Kuzmin, ambos enamorados de la riqueza de la Antigüedad. Su madre, María Polénova, nacida Voyeikova (1816-1895), era autora de un exitoso libro para niños, Verano en Tsarskoye Selo (1852), que ella misma ilustró. Varias reediciones tendrán lugar a lo largo del tiempo con ilustraciones de sus hijos Vasili y Elena. En este libro, del que solo queda una edición en los archivos de la casa-museo de Polenovo, descubrimos una familia modelo y niños respetuosos, curiosos y educados. Maria Polenova era también una pintora-retratista, y siguió los cursos de un discípulo de Briulov. 
Su propia madre, Vera Voyeikova (1792-1873) fue una gran fuente de inspiración y buena educación para los niños por sus arreglos artísticos. Tras la muerte de sus padres, Vera fue educada por la esposa del poeta Gavrila Derzhavin (1743-1816) y creció con cuentos populares rusos, pero también recibió clases de francés. Su marido, Alexei Voyeikov (1778-1825), el abuelo paterno de Vasili Polenov, fue un general de división y héroe de la guerra contra el ejército napoleónico.
La infancia del pintor pasó en gran parte en el patrimonio familiar de Imochentsy, Karelia, cerca de la frontera finlandesa. Esta región conocida por sus grandes lagos y su flora espectacular han alimentado la fascinación de la familia por la naturaleza. Vasili es el mayor, con su hermana gemela Vera (1844-1881), de una familia de cinco hijos (Alexei, 1845-1918, Constantino, 1848-1917, Elena, 1850-1898).

## Años de formación
En 1860, Dmitri Polenov, su padre arqueólogo, hizo un gran viaje con sus tres hijos en las ciudades históricas del norte de Rusia. Visitaran Moscú, Nóvgorod, Vladímir y Súzdal. Durante este viaje, Vasili, de 16 años, fue alentado por su padre a esbozar las ruinas y antigüedades que descubren y desarrollar así su talento artístico. Vassili asistió al curso de Pável Chistiakov, luego, entre 1863 y 1871, estudió en la Academia Imperial de las Artes, donde conoció a Iliá Repin, quien era parte de la misma promoción que él. Además de su carrera artística, Vasili, para satisfacer las demandas sociales y seguir el modelo de sus antepasados, comenzó una capacitación legal en la Universidad de San Petersburgo, donde obtuvo un doctorado en derecho. A través de este entrenamiento dual, continúa la tradición familiar al tiempo que afirma su deseo de convertirse en un hombre culto, más allá del artista. 
Considerado como unos de los mejores estudiantes de la Academia Imperial de Bellas Artes, el recibió la gran medalla de oro por su pintura La resurrección de la niña Jairiana (1871, Museo de la Academia de Bellas Artes, San Petersburgo). Este trabajo le permitió abordar por primera vez, en un entorno académico, la representación de Jesucristo, un tema que el joven artista tenía un profundo interés. El precio que recibió por esta pintura le permitió, junto con los otros galardonados, convertirse en interno académicos al extranjero, con las expensas cobertas por el Estado. Él viajará finalmente cuatro años en lugar de los 6 años originalmente planeados. A fines del verano de 1872, Vassili Polenov cruzó Alemania y Suiza antes de establecerse en Venecia y Roma el año siguiente. Su estadía en Italia no lo estímulò, le faltaba inspiración y trabajaba muy poco. Sin embargo, hará dos grandes encuentros en su vida, que marcarán su trabajo. En "La Ciudad Eterna", se enamoró de la joven Marusia Obolenskaya, que murió trágicamente el mismo año, de sarampión. Sin embargo, Roma también fue el escenario de un encuentro fructífero y emocionante: Savva Mamontov (1841-1918), un rico empresario, amante del arte y filántropo. Juntos, en Italia, planean crear un círculo de artistas multidisciplinarios. La finca de Mamontov en Abrámtsevo pareció ser el lugar ideal para establecer estudios de artistas y un teatro.
También en Italia se confirma su pasión y admiración por el pintor Paolo Veronese (1528-1588), un gran colorista de la edad de oro veneciana. Vasili Polenov le dirá: "Tiene algo atractivo, que lo hace amar su arte; sentimos el sabor de la vida en las personas que pinta". También adquirirá uno de sus bocetos, A luta do Jacob con el Ángel, que guardará más tarde en la biblioteca de la casa-museo.
La segunda etapa importante de su estancia en Europa será en Francia, París y Normandía. Fue en Montmartre en 72 calle Blanche y en 13 calle Véron que establecerá su estudio en el otoño de 1873. En París, también frecuentaba Alekséi Bogoliubov (1824-1896), pintor oficial de la Armada rusa,  también a cargo de la orientación de los jóvenes residentes de la Academia Imperial en Francia. Desempeña un papel clave en la carrera de los artistas jóvenes porque se ocupaba de encontrar clientes y los presentaba a los círculos limitados del mundo artístico parisino. Todos los martes, el preceptor organizaba talleres de cerámica y grabado mientras reunía a pintores, escritores y cantantes. La creación de cerámica pintada también fue un medio satisfactorio de obtener ingresos adicionales para los estudiosos, ya que estos objetos eran muy apreciados en la capital francesa.
Durante estos años, el pintor intentaba todo tipo de pintura para encontrar su verdadero talento. Pintaba escenas históricas (El arresto de la hugonota, gracias a la cual obtendrá el título de Académico), naturalezas muertas, retratos y muchos paisajes normandos. Cuando regresó de su viaje, hizo una declaración decisiva para su carrera: "Allí, probé todo tipo de pintura [...], y llegué a la conclusión de que tengo mayormente talento para paisajes y escenas de la vida cotidiana, que yo explotaré en el futuro. "
En el verano de 1874, Iliá Repin y Vasili Polenov siguieron el consejo de su preceptor Bogoliubov para ir a Normandía en busca de impresiones espontáneas y trabajar al aire libre. Pasarán varios meses en compañía de otros artistas rusos en Veules-les-Roses en un entorno que combinaba acantilados junto al mar y el campo. Siguiendo la influencia de la Escuela de Barbizon, los pintores practicaban al aire libre. Completó su trabajo europeo volviendo a París, dedicándose a temas históricos después de este período trascendental en su carrera de paisajes normandos. Sus pinturas reflejaban su sensibilidad y delicadeza, combinando la armonía y el apaciguamiento, pero también la nostalgia. La escuela residencial europea de Vasili Polenov termina prematuramente debido a la guerra ruso-otomana. En 1876, se unió al ejército para apoyar a las tropas contra el yugo otomano y en 1877 fue enviado al frente como un pintor de guerra. Esta experiencia lo inspiró en el Cementerio musulmán en particular (1876).

## El movimiento de los ambulantes y el círculo de Abramtsevo

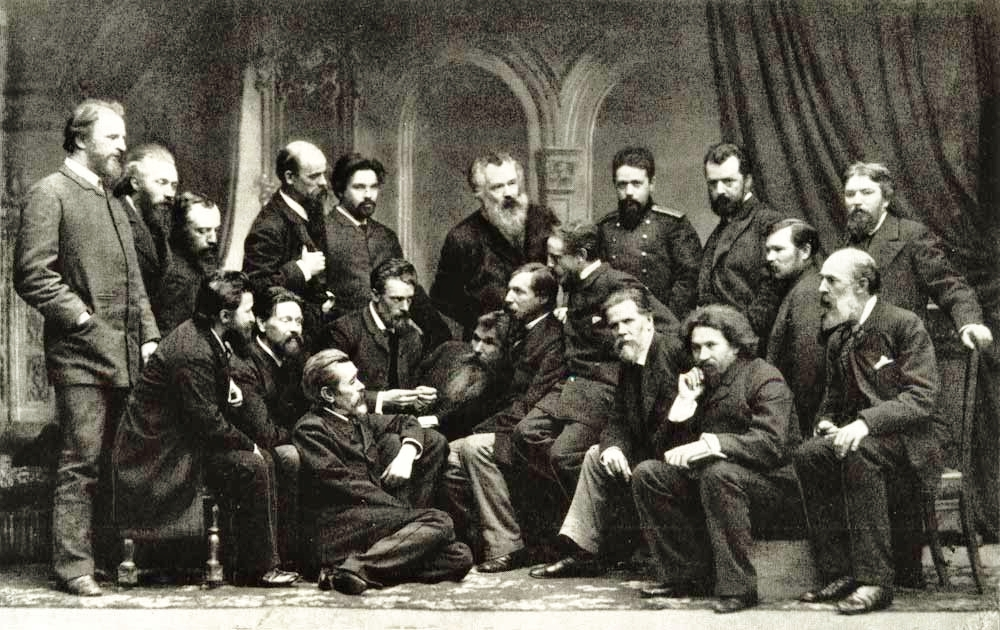
Sentados de izquierda a derecha: Sergei Nikolajewitsch Ammosow; Aleksandr Aleksandrowitsch Kisselew Y Nikolai Wassilijewitsch Newrew...

Después de regresar del frente, Polenov se mudó a Moscú, ahora liberado de sus obligaciones con la Academia Imperial de Bellas Artes. En ese momento, pintó muchas escenas de la vida cotidiana en las que expresa la alegría de haber vuelto a casa: Patio de Moscú (1878) que representa la vista desde su apartamento Trubnikovski en el barrio de Arbat en Moscú . La representación de la vida moscovita en esta pintura de 1878 ha despertado desde la época un gran entusiasmo, el de una representación renovada de la vida cotidiana rusa. La pintura fue comprada por Pável Tretiakov y todavía se está estudiando hoy en día en los libros de historia del arte. Lejos de las representaciones épicas, patéticas o nostálgicas, queridas por el estilo ruso, Vasili Polenov ha mostrado la vida de una manera luminosa, sencilla y armoniosa.
Fue durante este período que su trabajo fue descubierto por Vladímir Stásov, un partidario de la sociedad de exposición itinerante (Ambulantes) al que se adhirió. Este movimiento artístico nació del deseo de romper con los temas impuestos por la Academia para representar mejor las preocupaciones contemporáneas. Además, los miembros promueven la accesibilidad del arte entre las personas mediante la organización de exposiciones itinerantes (no limitadas a los centros artísticos de Moscú y San Petersburgo). A través de su pintura eminentemente realista, intentan denunciar las condiciones de vida de la población rusa y promover una mayor alfabetización.
Durante esta década de 1880, comenzó a frecuentar el círculo de Abramtsevo. El nombre proviene del pueblo donde se ubicò la propiedad de Savva Mamontov, rico industrial se convirtió en patrón  debido a su fortuna y pasión por las artes. En esta área, reúne artistas de todos los ámbitos de la vida y disciplinas artísticas. La esencia de este lugar era dar libertad de crear, fuera de cánones estéticos académicos. Savva Mamontov recurre al arte tradicional y al folclore para animar sus talleres.
Hay pintura, arquitectura, música, pero también artes decorativas y populares, como la fabricación de armarios y la cerámica. El círculo reunió a Polenov, Repin, Víktor Vasnetsov, Konstantín Korovin, Mijaíl Vrúbel, Elena Polenova (la hermana menor de Polenov, brillante acuarelista), Mijaíl Nesterov, Maria Yakunchikova (futura cuñada del artista).
Muchas pinturas en el motivo se crearan en Abramtsevo, lo que le valió el apodo de "Barbizon ruso". El estilo neo-ruso nació en este centro del Art Nouveau nacional. Polenov pintó en Abramtsevo, entre otros, Camino de abedules en el parque, En el barco (1880), La Voria (1881) y El estanque de Abramtsevo (1882). Allí conoce a su futura esposa, Natalia (1858-1931), la hermana de Maria Yakunchikova.
También se diseñaba un teatro y Vassili Polenov participó activamente en la creación de escenarios y vestuario. Polenov usaba una técnica bastante revolucionaria para el momento de componer la escenografía. En lugar de usar marcos deslizantes para la perspectiva, usaba solo un fondo, pintado a sí mismo en perspectiva.
En 1881, Polenov emprendió un viaje al Oriente Medio y Egipto para trabajar sobre el tema bíblico. Él esperaba encontrar detalles de la vida cotidiana y paisajes que lo inspiren a representar la vida de Cristo. Pintará muchas escenas de la vida de Cristo, la más famosa de las cuales es Jesús y la mujer sorprendida en adulterio. Esta pintura es considerada como el trabajo de su vida tanto para su carrera artística como para la realización de sus mejores deseos. Primero realizó un estudio preparatorio de tamaño real en la mansión de Savva Mamontov en Moscú antes de pintar directamente el cuadro que será parte de la decimoquinta exposición itinerante del invierno de 1887. Fue entonces Alejandro III quien lo comprará, haciendo que el pintor sea financieramente tranquilo con esta venta.
De 1883 a 1895, Polenov enseñó en la Escuela de Pintura, Escultura y Arquitectura de Moscú. Sus estudiantes más talentosos son Abram Arjípov, Isaak Levitán, Konstantín Korovin y Aleksandr Golovín. El artista fue muy importante para la enseñanza de la técnica, siendo muy exigente con la calidad de los colores y lienzos. En 1893 se convirtió en miembro de la Academia de Bellas Artes de San Petersburgo.

## La casa-museo, el trabajo vivo
A fines de la década de 1880, Polenov soñaba con una casa-museo en el campo. Quería convertirlo en un lugar de creación, educación, pero también en un lugar donde pueda exponer las colecciones arqueológicas y artísticas reunidas por su familia. En 1889, hizo una estancia en las cercanías de Tarusa, a 130 km al sur de Moscú, con su amigo y discípulo Konstantín Korovin. Decidió que estará allí, en las orillas del río Oká, para que su sueño se haga realidad. Gracias a la compra por el zar Alejandro III de su pintura Jesús y la mujer sorprendida en adulterio (1884) por la suma, enorme en el momento, de 30 000 rublos, compró una colina de arena con vistas al río, no muy lejos de la pequeña aldea de Bejovo.
La casa, construida siguiendo el modelo de la casa de su infancia en Imochentsy, se completó en 1892. Es un gran edificio de madera de tres pisos. El estilo general se acercó al Art Nouveau, que él mismo llamaba de "escandinavo", mezclando arquitectura románica y gótica, pero también medieval occidental. Desde el exterior, la casa sigue siendo muy original al multiplicar volúmenes y fachadas, variando los tamaños de los techos y las ventanas. La planta baja está ocupada por salas comunes (biblioteca, galería de pintura, sala de juegos). En los pisos superiores están las salas de estar, el taller de Polenov y la oficina de su esposa.
Grandes aberturas están dispuestas para admirar la vista de los Oka y Tarusa en el momento. Desde entonces, los árboles plantados por el artista, sus hijos y los campesinos locales cierran un poco más la vista, pero ofrecen un bosque denso y diverso. Estos son principalmente pinos que crecieron en esta tierra arenosa. Poco a poco se construyeron anexos: un cobertizo de carros, establos, una casa para los trabajadores, "el almirantazgo", destinado a albergar los barcos, hoy la sala dedicada al diorama, una pequeña isba para niños, y finalmente el taller final de Polenov, "la abadía", un gran edificio de ladrillo que también se usaba para representaciones teatrales.
Siguiendo la tradición humanista de la familia, los Polenov se comprometieron a mejorar la suerte de las poblaciones de la región. Impactados por el lamentable estado de las escuelas y las difíciles condiciones de vida de los docentes, construyeron dos escuelas y organizaron viajes culturales a Moscú para los docentes. Para satisfacer las necesidades de los campesinos, también construyeron una iglesia de la que Polenov era el arquitecto.
Los niños de las aldeas vecinas eran invitados regularmente a representaciones teatrales en la propiedad, "Viejo Borok". En 1918, después de la Revolución, la casa-museo se convirtió en el primer museo nacional y pasó a llamarse Polenovo a la muerte del artista, en 1927. Su nombre oficial es hoy "Museo-Memorial de las Artes y la Historia y Reserva Natural Vasili Dmítrievich Polénov".

## Galería

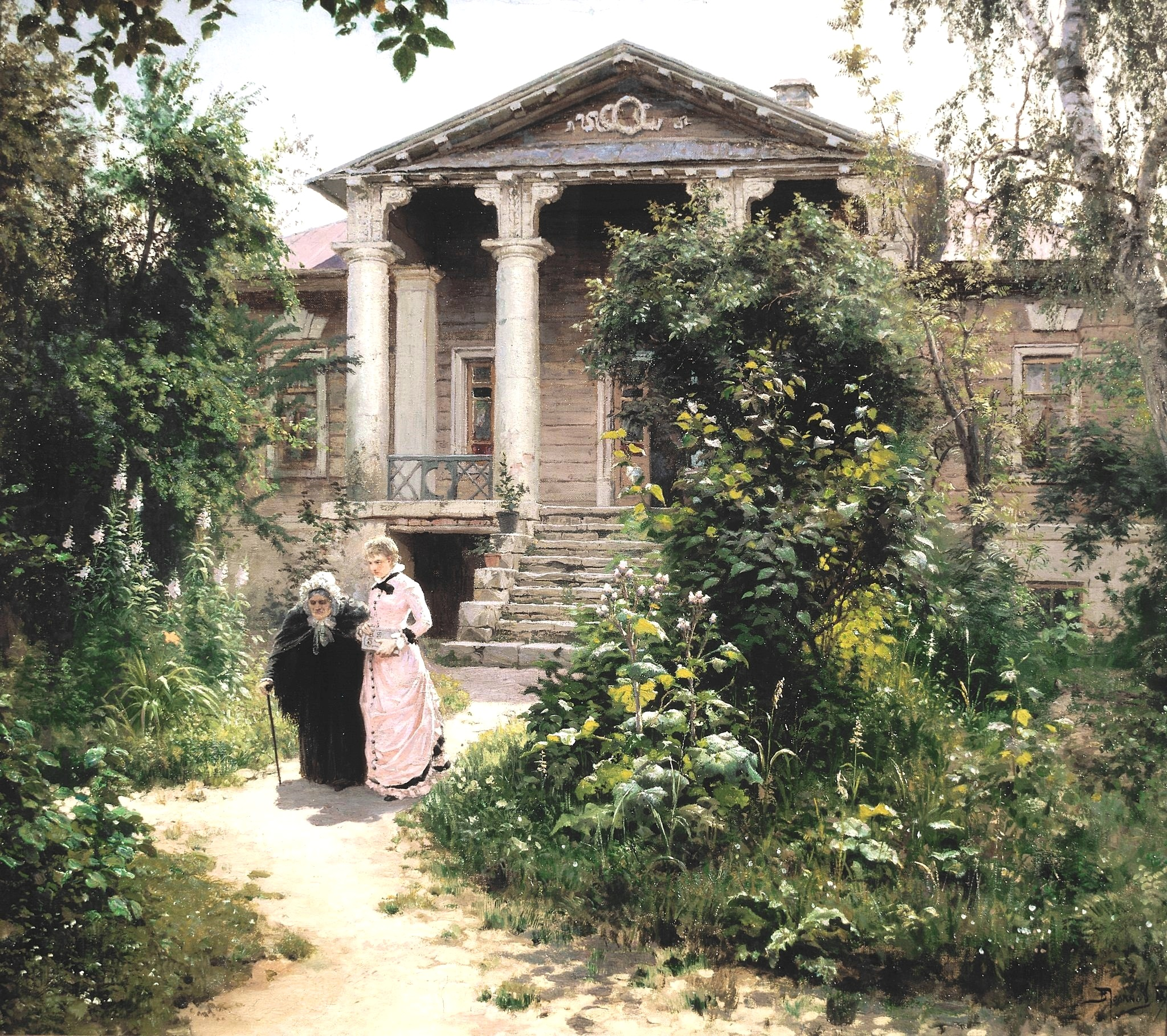
El jardín de la abuela (1878)
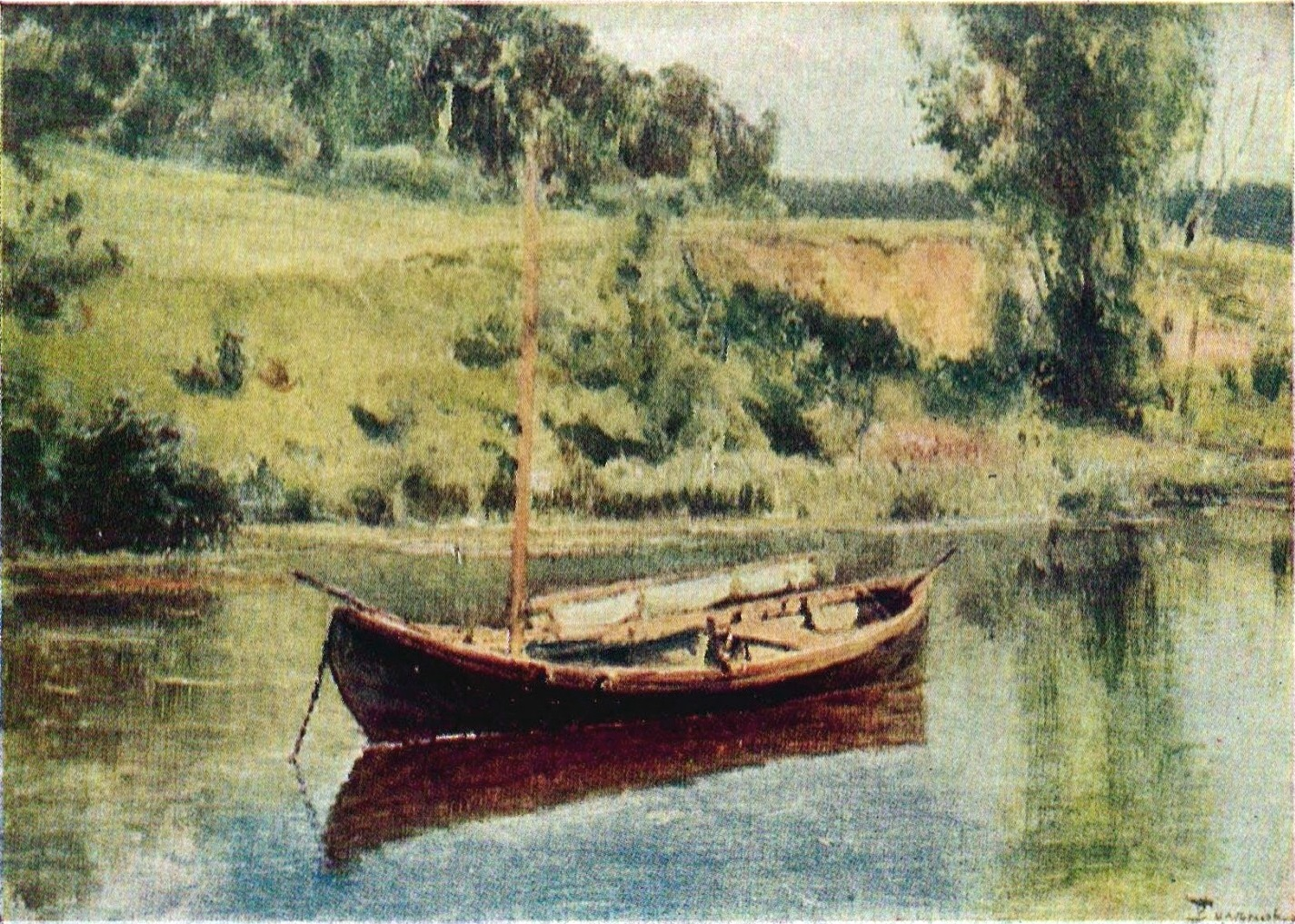
Bote (1880)
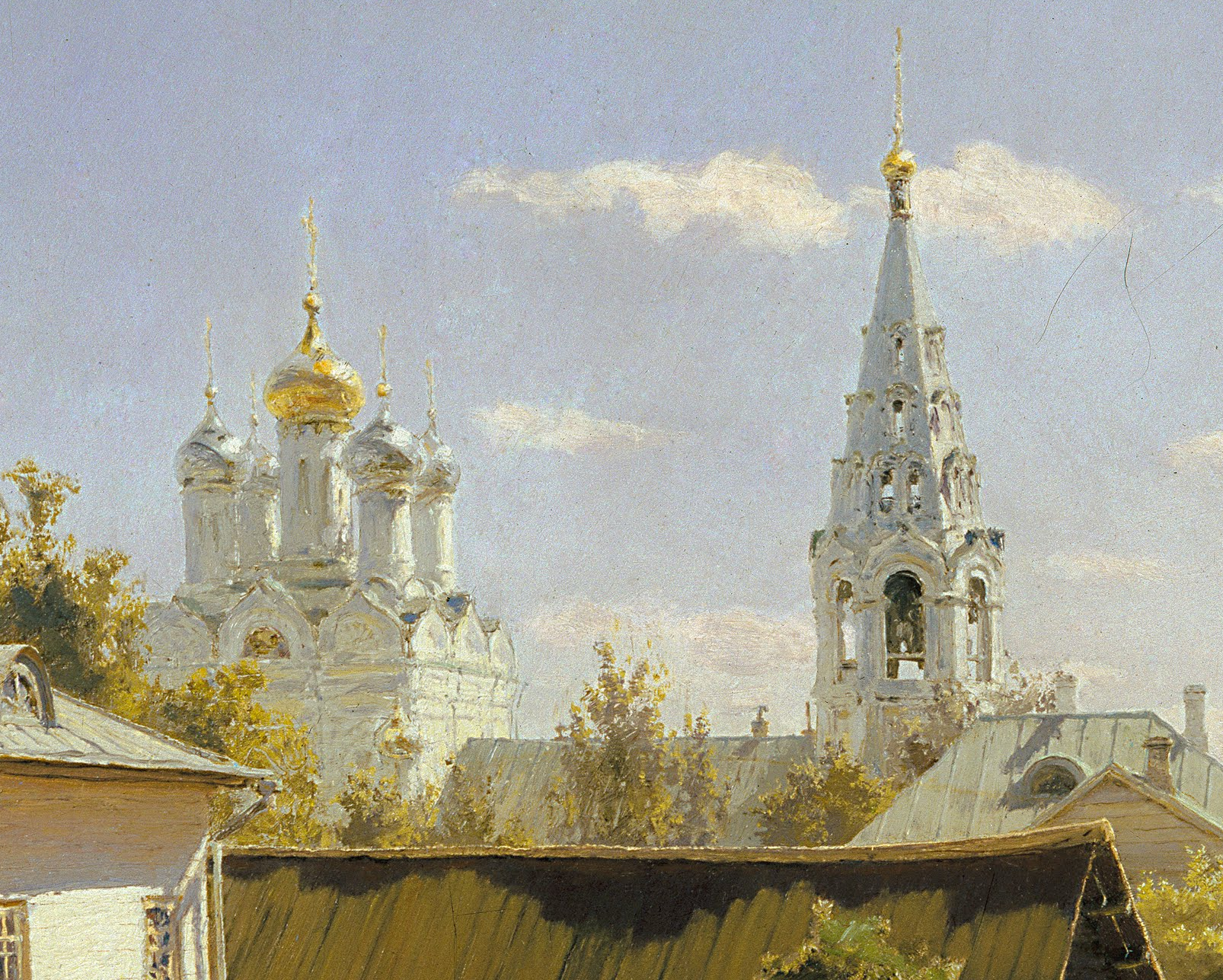
Patio de Moscú (1878)
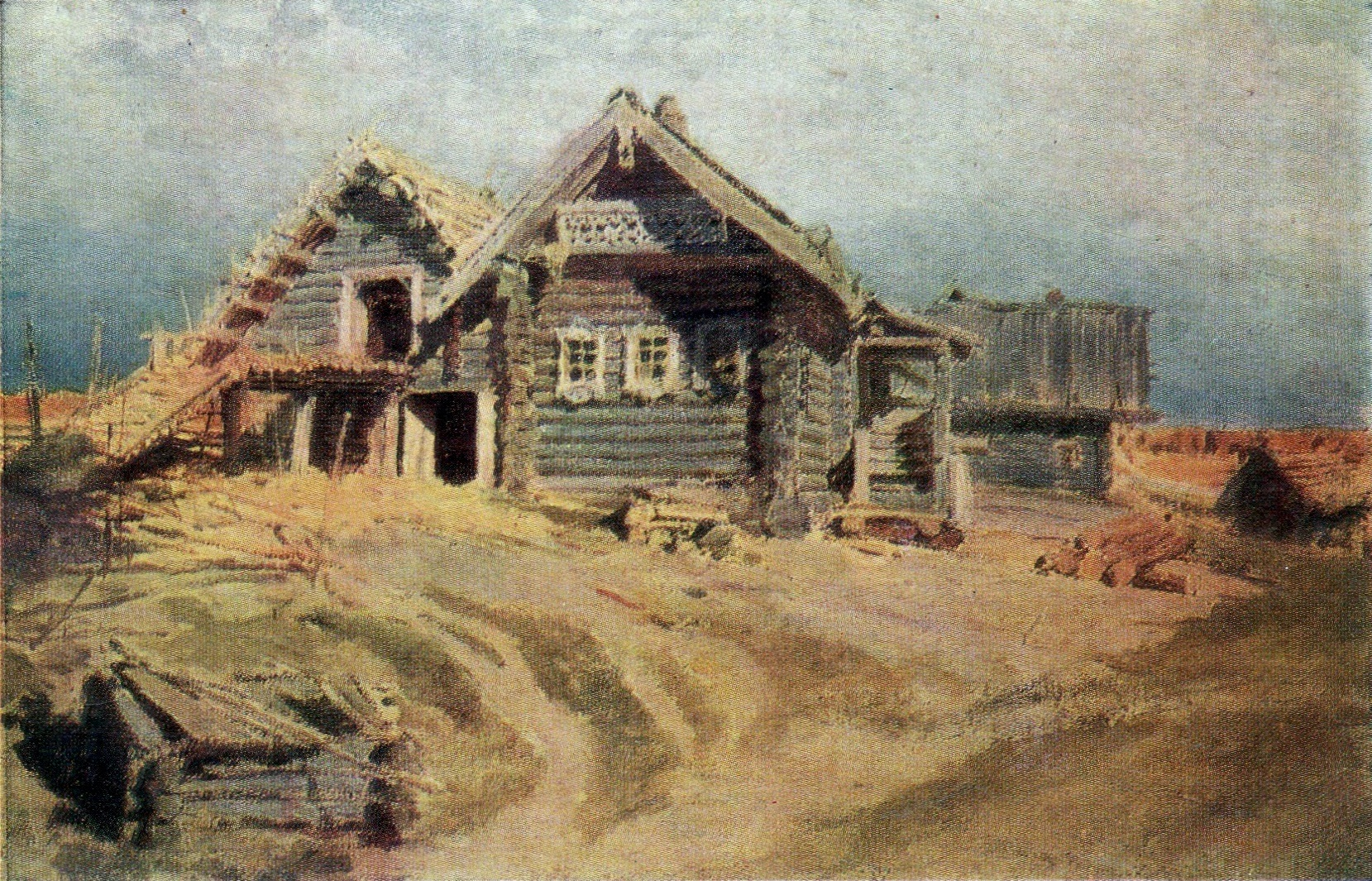
Pueblo del norte (1880)
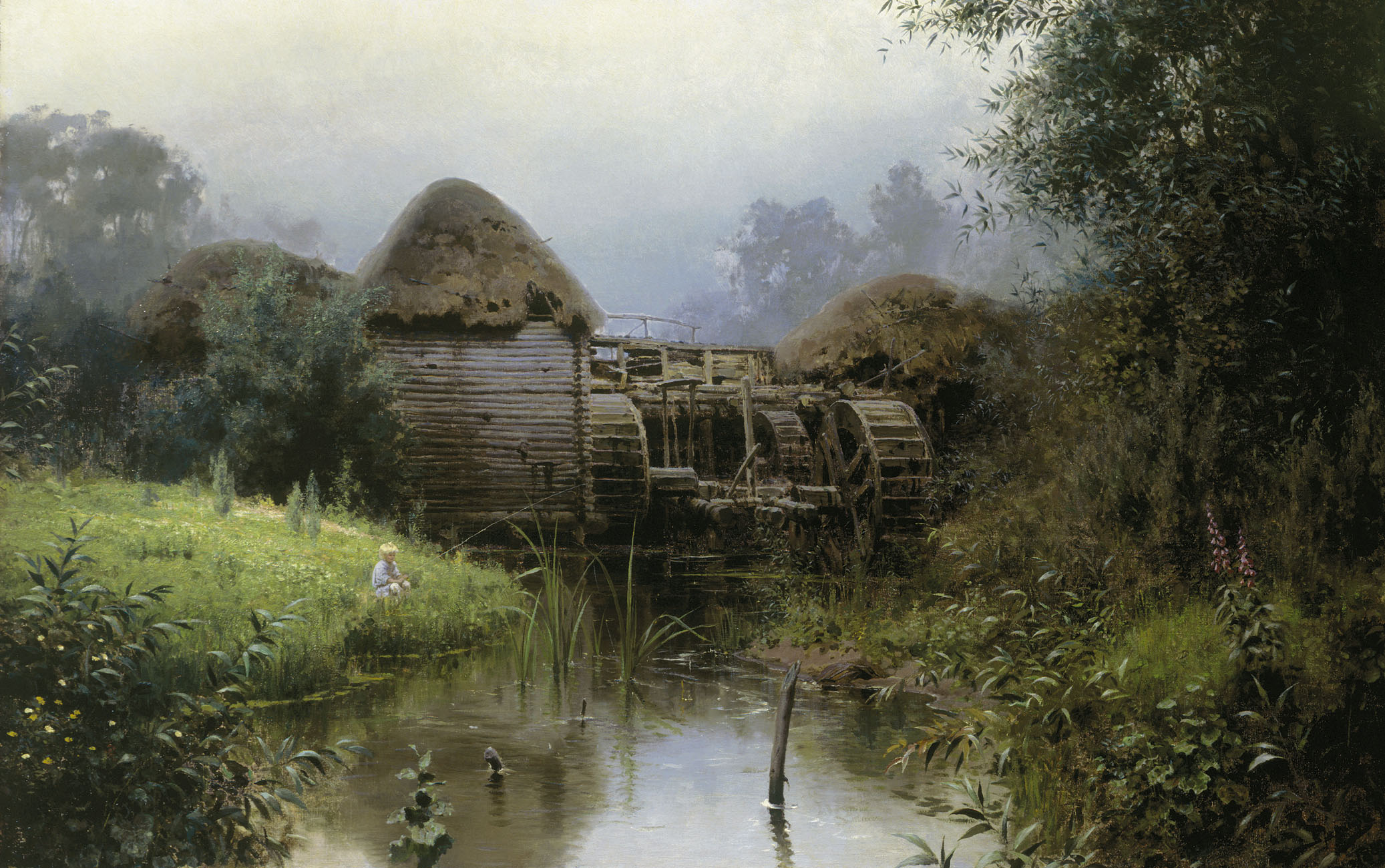
Paisaje con molino (1880)
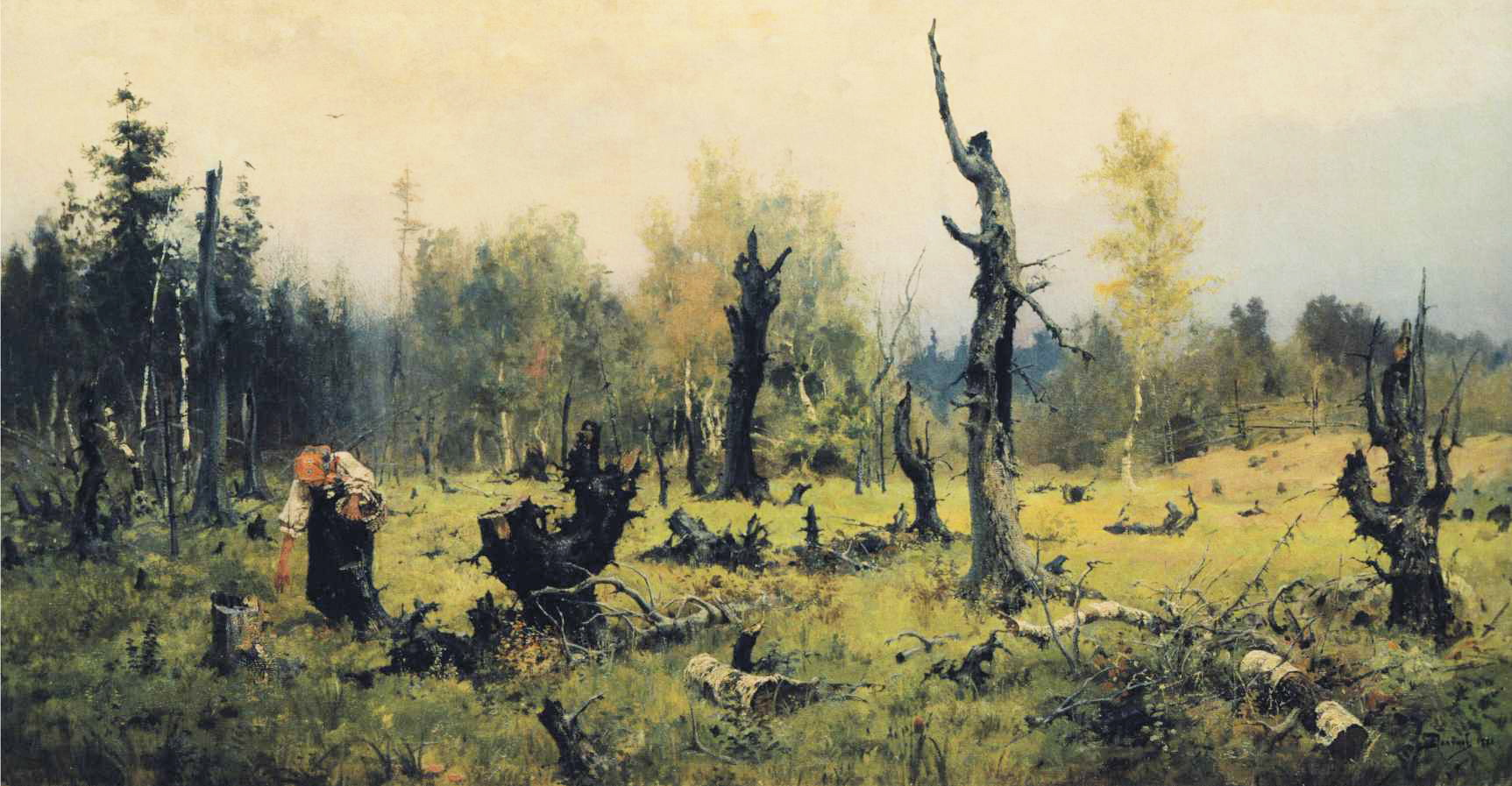
Bosque quemado (1881)
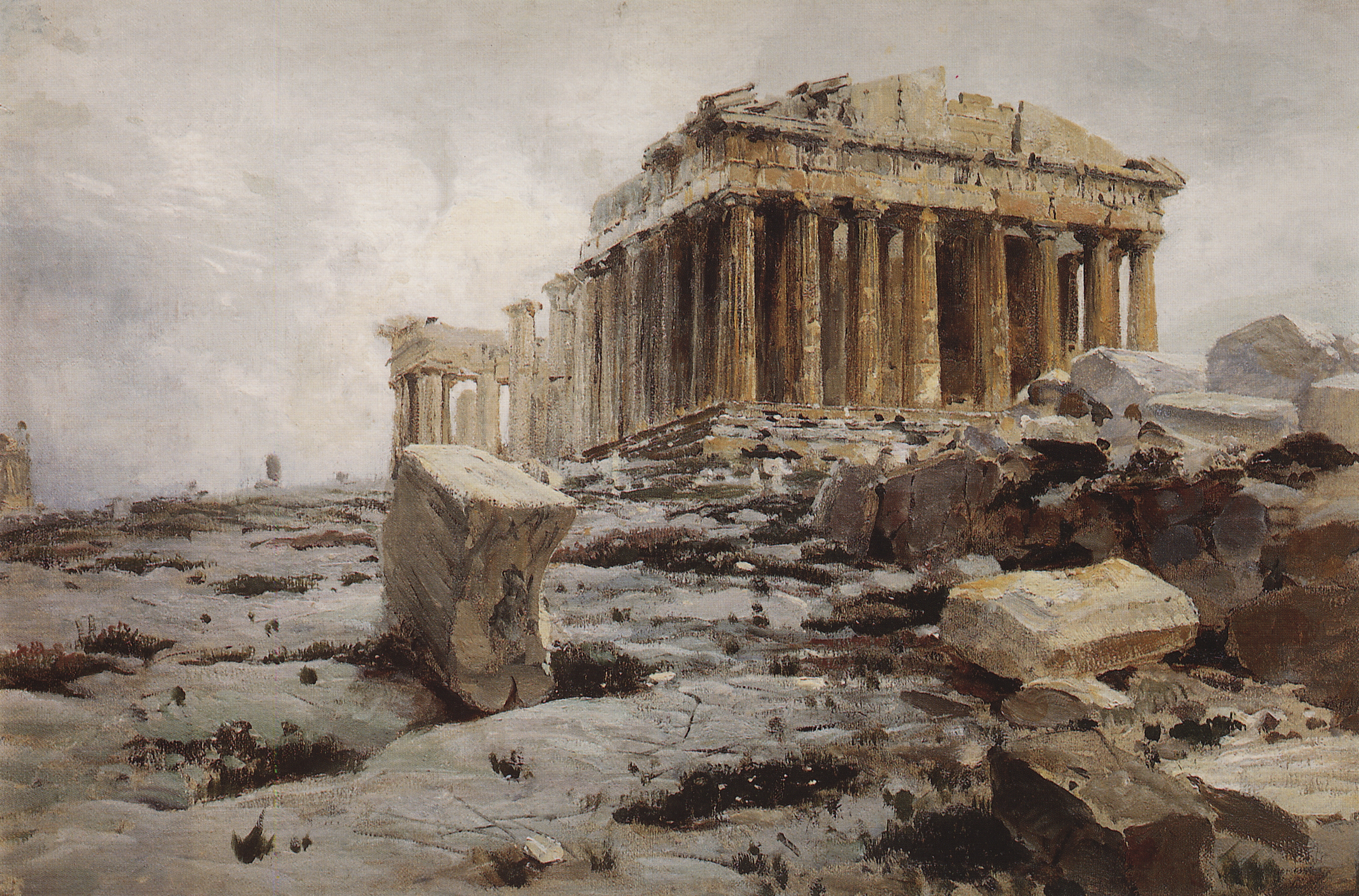
Partenón (1882)
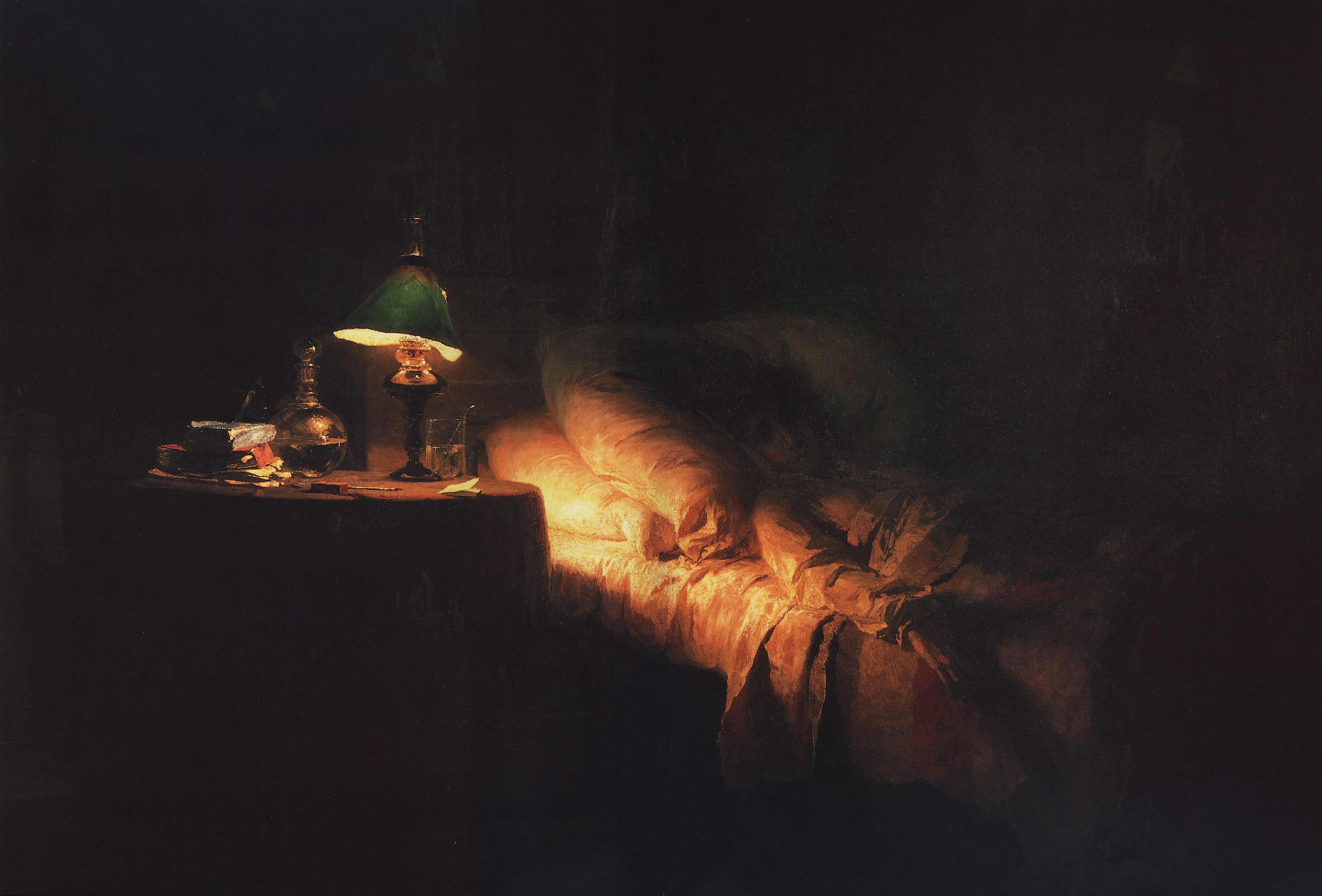
Niña enferma (1886)
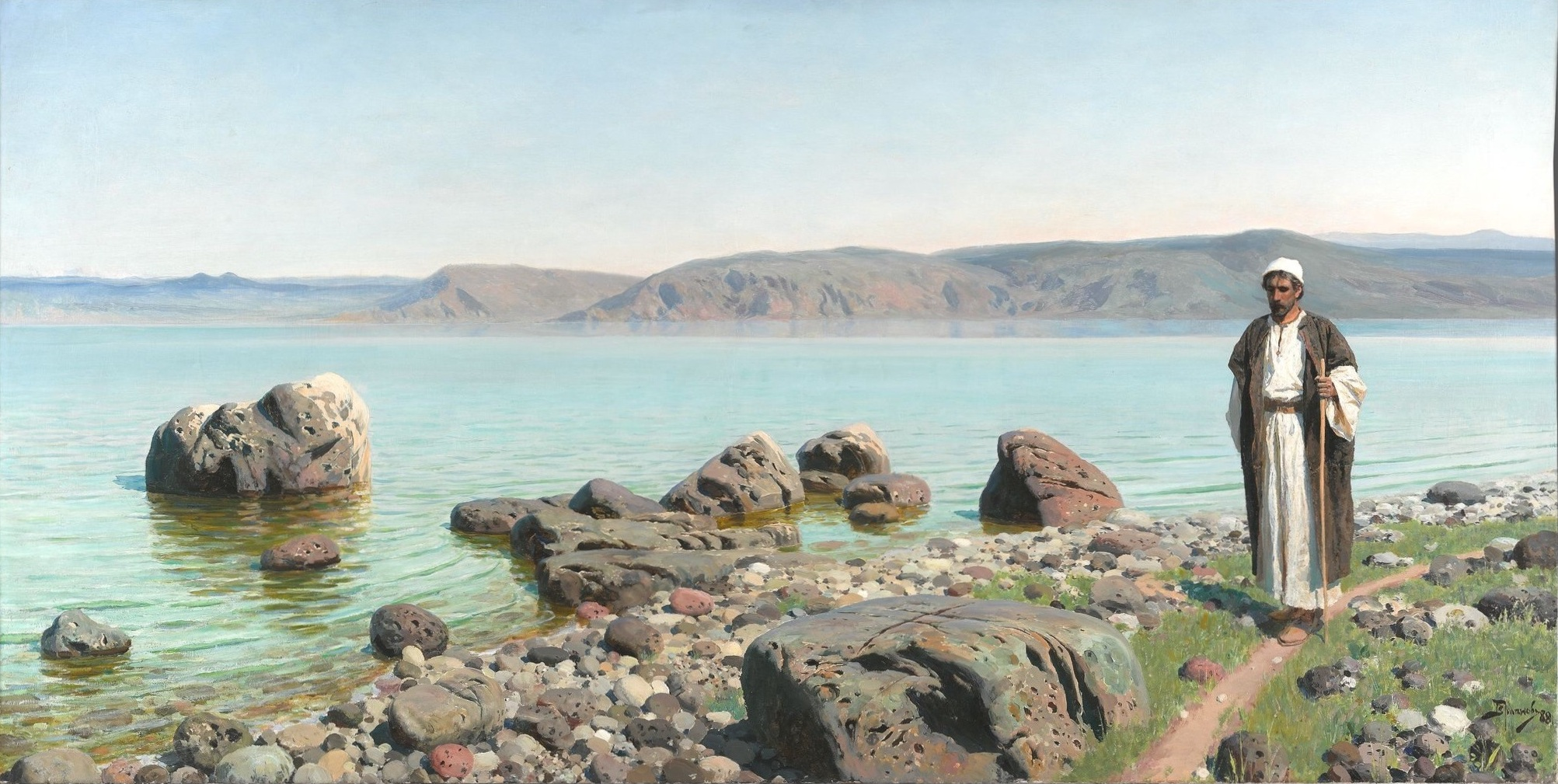
El lago Tiberíades (1888)
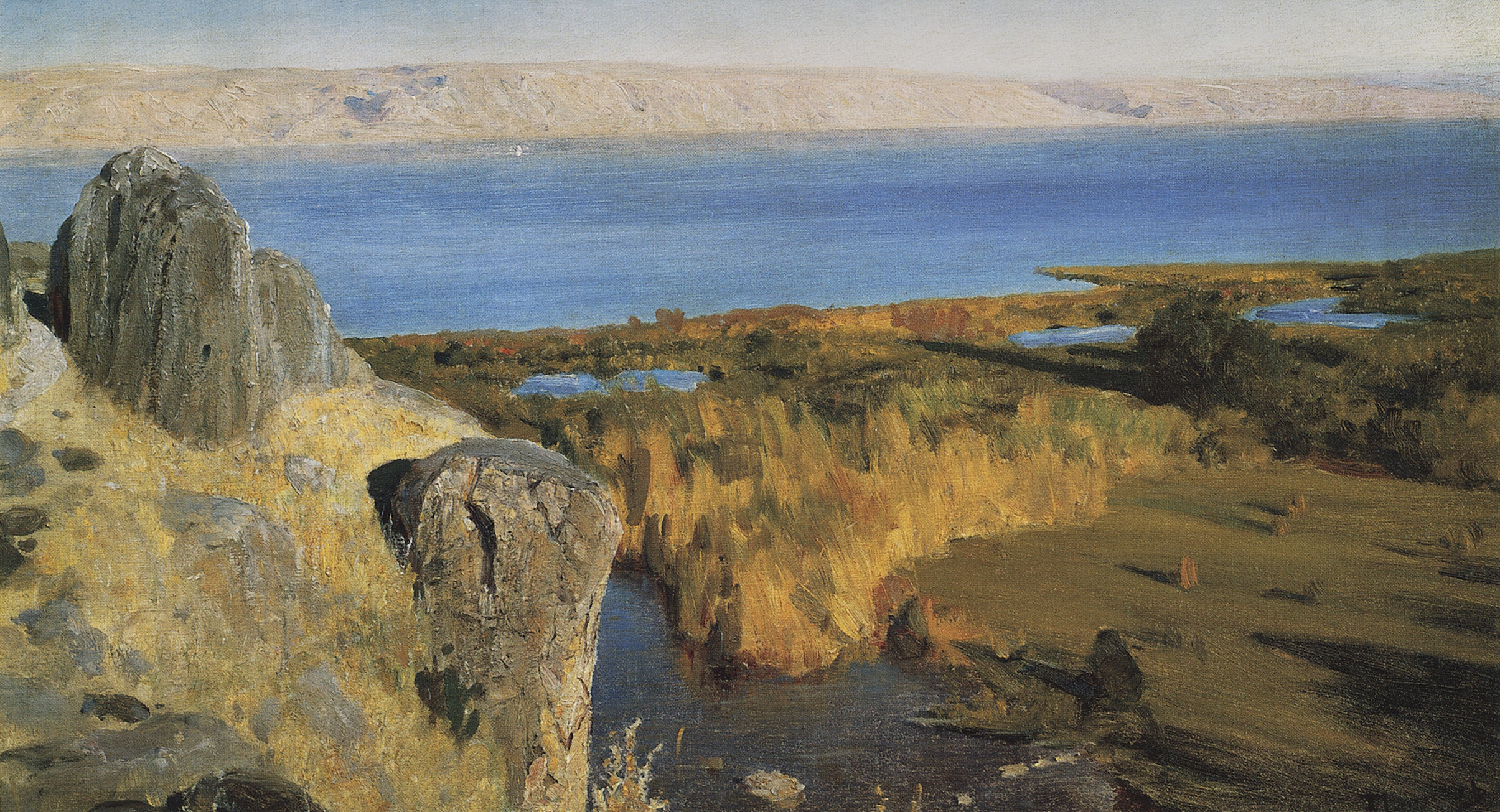
Galilea (1899)
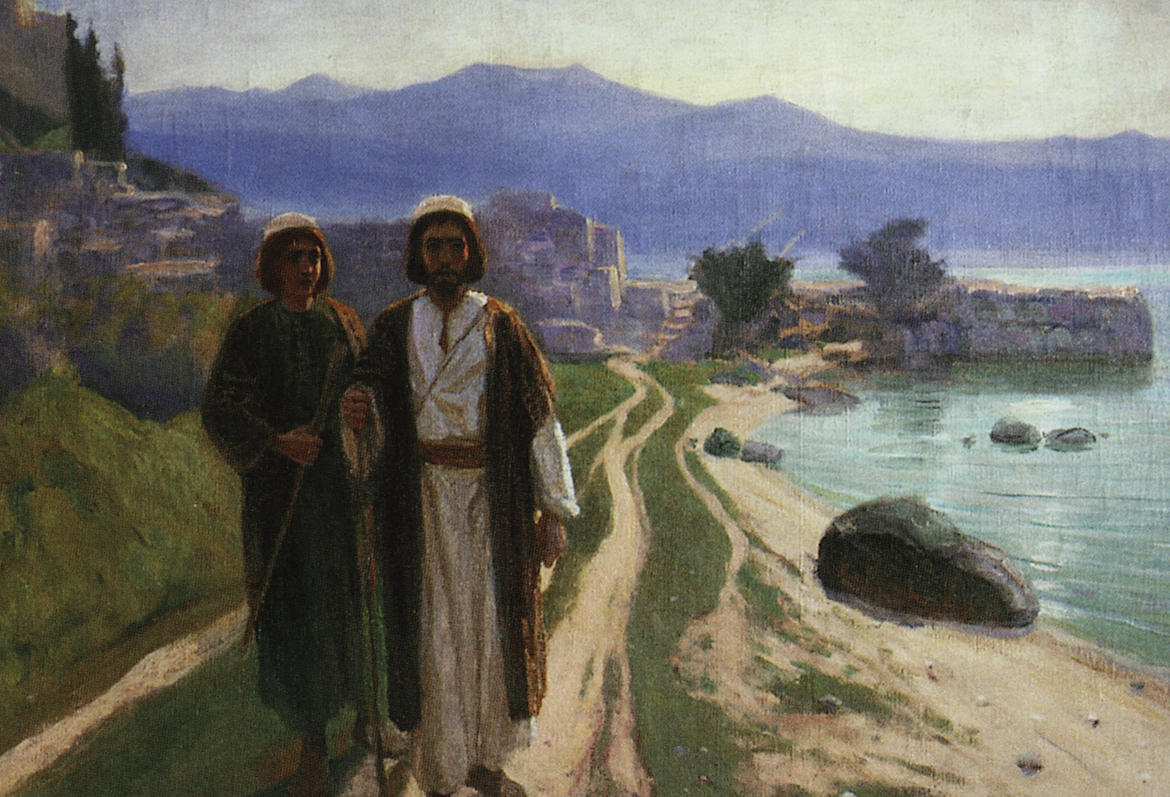
Decidimos ir a Jerusalén (1900)
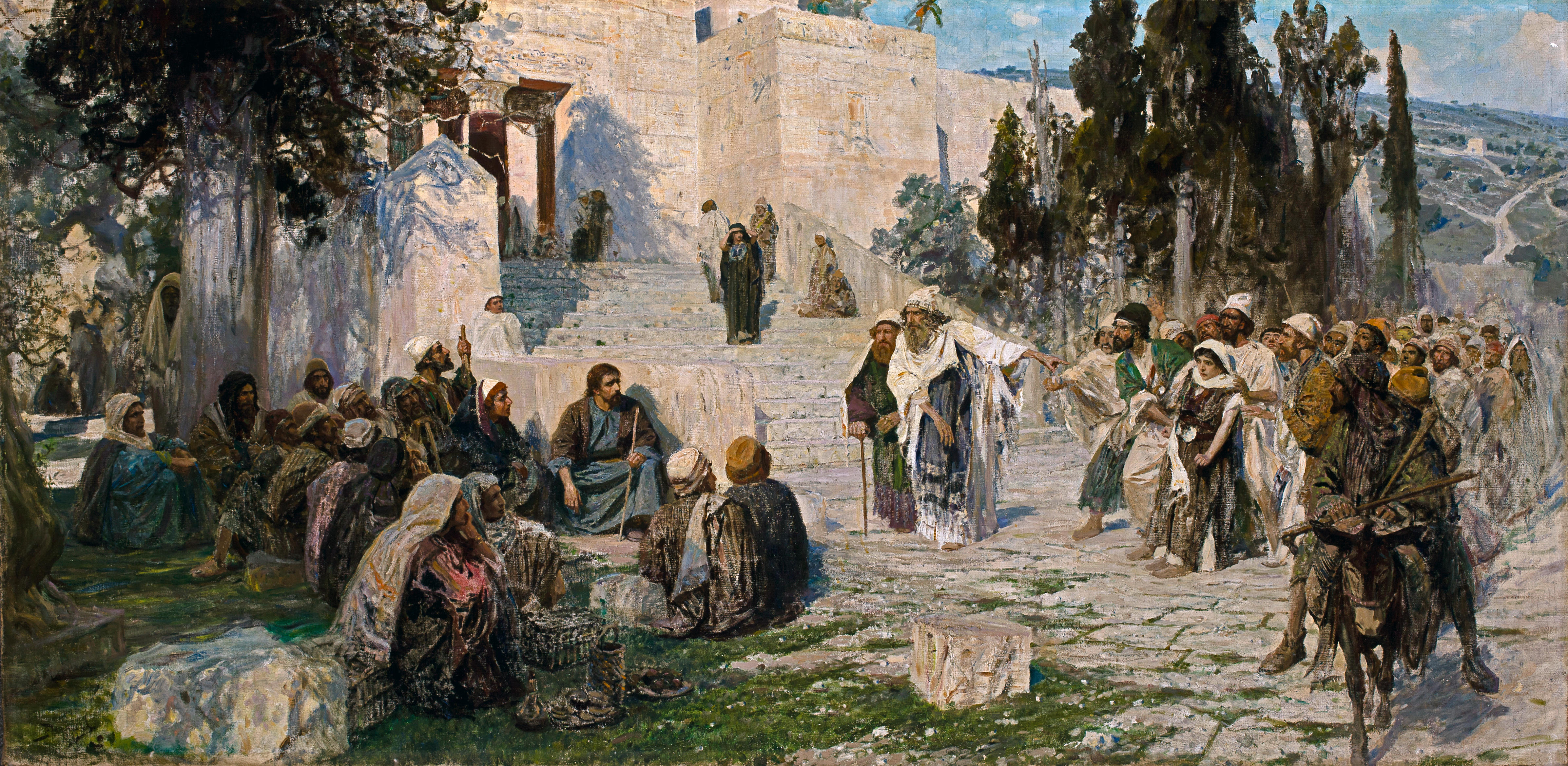
El que esté libre de pecado (1908)